# اچ‌ام‌اس دوبلین (۱۸۱۲)
اچ‌ام‌اس دوبلین (۱۸۱۲) (به انگلیسی: HMS Dublin (1812)) یک کشتی بود که طول آن ۱۷۶ فوت (۵۴ متر) بود. این کشتی در سال ۱۸۱۲ ساخته شد.